# Nekrolog 1921
Nekrolog
◄◄
| ◄
| 1917
| 1918
| 1919
| 1920
| 1921 | 1922 | 1923 | 1924 | 1925 | ► | ►►
1. Quartal |
2. Quartal |
3. Quartal |
4. Quartal 
Weitere Ereignisse | Allgemeiner Nekrolog 1921
Die Beschreibung der verstorbenen Person sollte so kurz wie möglich gehalten sein und nur deren signifikante Tätigkeit(en) enthalten.
Neue Namen ggf. auch unter dem Geburts- und Sterbedatum, also etwa unter 1. Januar und im Geburts- und Sterbejahr (2024) eintragen (nur bei entsprechender großer Wichtigkeit). Für Beispiele siehe die schon vorhandenen Artikel.
Außerdem über die fünf zuletzt Verstorbenen, zu denen es einen ausreichend guten Artikel für eine Präsentation auf der Hauptseite gibt, nach der todesbedingten Überarbeitung der Artikel ggf. auch unter Wikipedia Diskussion:Hauptseite informieren und sie am besten auch in den anderen Wikipedia-Sprachversionen eintragen. Tipp: Regelmäßig bei news.google.de nach „ist tot“, „gestorben“ oder „verstorben“ suchen.
Wenn eine Person gestorben ist, gibt es viele Seiten zu dieser Person in der Wikipedia, die davon auch betroffen sind und entsprechend aktualisiert werden müssen. Beispiele: Namenübersichtsseite, Geburtsjahr, Geburtsort-Seiten und viele mehr.
Wie finde ich die betroffenen Seiten?
Im Suchfeld auf der linken Seite gibt man den Suchbegriff so ein: „Vorname Nachname“. Dann klickt man auf Volltext und alle Seiten mit entsprechendem Suchtext werden aufgerufen. Hier sieht man dann schnell, wo auch das Todesjahr Sinn macht oder sogar ein Teil des Artikels angepasst werden muss. Auch hilft das „Werkzeug“ auf der linken Seite sehr gut, um solche Seiten aufzufinden: „Links auf diese Seite“. Somit ist die Wikipedia wieder aktuell in allen Bereichen! Hinweis: bei Eintragung der Kategorie „Gestorben JAHR“ wird der Missbrauchsfilter 49 ausgelöst, was jedoch nicht schlimm ist. Siehe: Spezial:Missbrauchsfilter/49
Dies ist eine Liste von im Jahr 1921 verstorbenen bekannten Persönlichkeiten. Die Einträge erfolgen innerhalb der einzelnen Daten alphabetisch sortiert. Tiere sind im Nekrolog für Tiere zu finden.
Die Liste ist nach Quartalen aufgeteilt:
- Nekrolog 1. Quartal 1921: Januar, Februar und März
- Nekrolog 2. Quartal 1921: April, Mai und Juni
- Nekrolog 3. Quartal 1921: Juli, August und September
- Nekrolog 4. Quartal 1921: Oktober, November und Dezember

## Datum unbekannt
| Name                                       | Beruf, bekannt als                                                            |
| ------------------------------------------ | ----------------------------------------------------------------------------- |
| Émile Arnaud                               | französischer Notar und Autor                                                 |
| Auweyida                                   | nauruischer König                                                             |
| Marko Balabanow                            | bulgarischer Publizist, Politiker und Philologe                               |
| David Bates                                | englischer Landschaftsmaler                                                   |
| Wilhelm Bernhardi                          | deutscher Lehrer und Historiker                                               |
| Conrad Anton Beumers                       | deutscher Goldschmied                                                         |
| Francisco Bollini                          | argentinischer Architekt, Bürgermeister von Buenos Aires                      |
| Max Breitung                               | deutscher Mediziner und Schriftsteller                                        |
| Nikolai Nikolajewitsch Bunge               | russischer Chemiker und Hochschullehrer                                       |
| Adolf Burose                               | deutscher Flötist                                                             |
| Ilario Carposio                            | italienischer Fotograf                                                        |
| Jean Cau                                   | französischer Ruderer                                                         |
| Ignazio Cerio                              | italienischer Naturforscher                                                   |
| Francis B. Crocker                         | US-amerikanischer Elektrotechniker                                            |
| Henri Julien Dumont                        | französischer Maler und Grafiker                                              |
| Oscar Eckenstein                           | britischer Kletterer und Bergsteiger                                          |
| James H. Elmsley                           | kanadischer Generalmajor                                                      |
| Oskar Felsko                               | deutsch-baltischer Porträtmaler der Düsseldorfer Schule und Zeichenlehrer     |
| Alfred Albert Gervais                      | französischer Admiral                                                         |
| Isidor Emanuilowitsch Gukowski             | sowjetischer Volkskommissar für Finanzen                                      |
| Charles Godfrey Gümpel                     | Konstrukteur eines Schachautomaten                                            |
| John Habberton                             | amerikanischer Kinderbuchautor                                                |
| Josef Heigenmooser                         | deutscher Lehrer                                                              |
| Emil Heilbut                               | deutscher Kunstkritiker und Sammler                                           |
| Wilhelm Hey                                | deutscher Orgelbauer und Unternehmer                                          |
| Indra                                      | armenisch-osmanischer Dichter, Schriftsteller, Maler und Lehrer               |
| Joseph Jonas                               | deutschstämmiger Fabrikant in Sheffield                                       |
| Philipp Kircher                            | deutscher Architekt und Denkmalpfleger                                        |
| Matthaios Kofidis                          | osmanischer Unternehmer und Politiker pontosgriechischer Herkunft             |
| Wassili Antonowitsch Kossjakow             | russischer Architekt und Hochschullehrer                                      |
| Minna Lammert                              | deutsche Opernsängerin (Mezzosopran)                                          |
| Nathalie Lemel                             | französische Sozialistin und Feministin                                       |
| Nat Love                                   | US-amerikanischer Sklave, Cowboy, Rodeoreiter, Pullman porter und Autor       |
| Karl Heinrich August Manitius              | deutscher Gymnasiallehrer, Altphilologe und Wissenschaftshistoriker           |
| Max Menny                                  | deutscher Verwaltungsbeamter                                                  |
| Theodor Müller                             | deutscher Industrieller und Landtagsabgeordneter                              |
| Otto Panzner                               | deutscher Bildhauer                                                           |
| Jenny von Rahden                           | deutsche Schulreiterin und Sängerin                                           |
| Joseph-Anne-Amédée-François Ripert-Monclar | französischer Botschafter                                                     |
| Ahmad Riza Khan Barelwi                    | pakhtunischer Hanafī-Qādirī-Gelehrter und Anführer                            |
| Robert Allen Rolfe                         | englischer Botaniker                                                          |
| Julius von Roschmann-Hörburg               | österreichischer Reichsratsabgeordneter, Rektor der Universität Czernowitz    |
| Ferdinand Rosenthal                        | deutscher Rabbiner und Autor                                                  |
| Carl Schirren                              | deutscher Dermatologe                                                         |
| Otto Schmid                                | österreichischer Architekt                                                    |
| Emil Schnizer                              | österreichischer Architekt                                                    |
| Wilhelm Schwach                            | rumäniendeutscher Komponist, Musikpädagoge und Chorleiter                     |
| Julius Thannhauser                         | deutscher Hutmacher und Humorist                                              |
| James Granville Thompson                   | US-amerikanischer Soldat, Private der US Army, Träger der Medal of Honor      |
| Léon de Tinseau                            | französischer Verwaltungsbeamter, Journalist Feuilletonist und Schriftsteller |
| Federico Voltmer                           | deutscher Maler                                                               |
| Seid Waddell                               | US-amerikanischer Politiker                                                   |
| Charles T. Walker                          | US-amerikanischer farbiger Prediger                                           |
| Wiktor Andrejewitsch Welitschkin           | russischer Architekt                                                          |
| Otto Wunder                                | Fotograf in Hannover                                                          |
| Ubaydulla Solih oʻgʻli Zavqiy              | usbekischer Schriftsteller                                                    |
| Jelisaweta Fjodorowna Zwanziger            | deutsch-russische Sopranistin und Gesangspädagogin                            |